# イルピニア地震 (1980年)
1980年のイルピニア地震（イルピニアじしん、イタリア語:Terremoto dell'Irpinia)は、1980年11月23日にイタリア南部で発生した、モーメントマグニチュード6.9の地震。最大震度はメルカリ震度階級X。

## 地震
地震は協定世界時18時34分（現地時刻19時34分)に発生した。 最初の地震（本震）の後に90回の余震が発生した。主要な断層破壊は80秒間に3回発生し、それぞれの震源は別々の場所であった。このうち最大の断層破壊で、最大加速度は0.38G（373ガル）を記録し、0.1G以上の揺れが10秒間続いた。3つの断層破壊で、0.01G以上の揺れが合わせて70秒続き、長く激しい揺れとなった。

## 被害
地震動の中心はコンツァ・デッラ・カンパーニアにあり、2,483人以上が死亡、7,700人以上が負傷、25万人が家を失った。
アヴェッリーノ県の各町村は最も深刻な被害を被った。サンタンジェロ・デイ・ロンバルディでは児童養護施設にいた子供27人を含む300人が死亡し、町の80パーセントが破壊された。バルヴァーノでは日曜礼拝の最中に中世の教会が崩壊し100人が死亡した。リオーニ、コンツァ・デッラ・カンパーニア（震源の近く）、テオーラといった町も破壊され、ナポリでも10階建てのアパートを含む数十の建物が倒壊した。被害はナポリおよびサレルノを含む26,000km2以上の範囲に及んだ。

## 復興
イタリア政府は復興に59兆リラを使った。一方で他国が寄付金を送っており、西ドイツは3200万米ドル、アメリカ合衆国は7000万米ドルを寄付した。
しかしながら、1990年代初期、大きな汚職が明るみに出た。被害者の援助と建物再建に使われるはずだった何十億リラのうちの大部分が、1980年代に震災復興基金から消失した。震災復興に使われた400億ドルのうち、推定200億ドルは完全にその地域の新しい富裕層を作り出すのに費やされ、64億ドルはカモッラというマフィアの手に渡り、40億ドルは賄賂として政治家の手に渡った。全体の4分の1にあたる残り96億ドルが、実際に被災者のために使われた。
地震の後、マフィアが復興の建設事業に参加した。